# Hamid-Reza Assefi

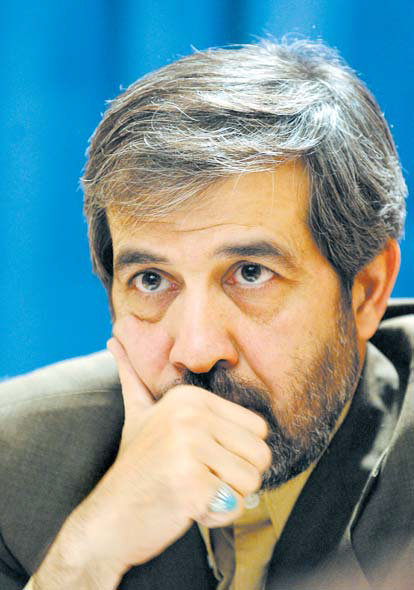
Hamid-Reza Assefi, 23. Juni 2003

Hamid-Reza Assefi (persisch حمیدرضا آصفی‎; * 26. April 1952 in Teheran) ist ein iranischer Diplomat im Ruhestand.
Er ist der Sohn von  Fatéméh Arabestani und Réza Assefi einem Beamten.
Am 1. Januar 1983 heiratete er Fräulein Faézé Djelvé Moghaddam. Sie haben drei Kinder: Maryam, Ali, Yahya.
Er studierte an der Alavi High School in Teheran und an der Firdausi-Universität Maschhad, wo er zum Doktor Organische Chemie promoviert wurde und anschließend ein postdoctorales Studium der Analytische Chemie an der University of Essex absolvierte.

## Werdegang
Von 1981 bis 1982 war er Professor an der Schahid-Beheschti-Universität und der Universität von Sistan und Belutschistan in Zahedan.
Von 1982 bis 1984 war er Vizepräsident des National Iranian Radio and Television.
Vom 10. Mai 1984 bis 3. Oktober 1990 war er Botschafter in Ost-Berlin (Deutsche Demokratische Republik).
Von 1990 bis 1993 leitete er die Abteilung Westeuropa im Außenministerium.
Vom 21. Dezember 1993 bis 26. Oktober 1998 war er Botschafter in Paris.
Von 2. Juli 2003 bis 1998 bis 2006 in der Amtszeit von Mohammad-Reza Chātamī als Präsident der Islamischen Republik war er Sprecher des Außenministeriums. 
Von 2007 bis 2010 war er Botschafter in Abu Dhabi (Vereinigte Arabische Emirate).